# مرداد ۱۳۹۲
مرداد ۱۳۹۲، پنجمین ماه سال ۱۳۹۲ هجری خورشیدی است.
آغاز آن سه شنبه، ۱ مرداد ۱۳۹۲ برابر با ۲۳ ژوئیه ۲۰۱۳ میلادی است.